# Prieta
Prieta är en ort i Honduras.   Den ligger i departementet Departamento de Colón, i den centrala delen av landet, 200 km nordost om huvudstaden Tegucigalpa. Prieta ligger 60 meter över havet och antalet invånare är 1 103.
Terrängen runt Prieta är varierad. Runt Prieta är det ganska glesbefolkat, med 34 invånare per kvadratkilometer. Närmaste större samhälle är Tocoa, 18,5 km nordost om Prieta. 